# 拜納姆 (蒙大拿州)
拜納姆（英語：Bynum）是位於美國蒙大拿州提頓縣的普查規定居民點。

## 歷史
拜納姆的郵局自1885年營運至今。

## 人口
根據2020年美國人口普查的數據，拜納姆的面積為4.22平方千米，皆為陸地。當地共有人口28人，而人口密度為每平方千米6.64人。